# Campeonato Sueco de Hóquei no Gelo de 2010–11

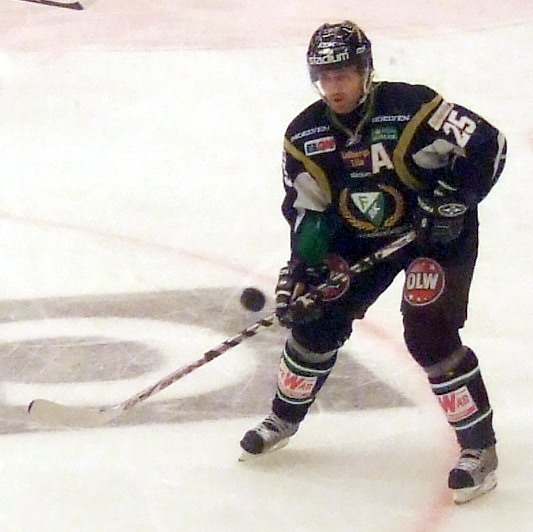
Thomas Rhodin do Färjestad BK

O Campeonato Sueco de Hóquei no Gelo de 2010–11 (em sueco:  Elitserien 2010/2011) foi disputado por 12 clubes, tendo sido esta a 36.ª temporada desta competição.

O campeão de 2010–11 foi o Färjestad BK.

## Clubes participantes em 2010–11
1. HV71
2. Färjestads BK
3. Skellefteå AIK
4. Luleå HF
5. Linköpings HC
6. Djurgårdens IF
7. Brynäs IF
8. AIK
9. Frölunda HC
10. Timrå IK
11. Södertälje SK
12. Modo Hockey